# Riverton (Minnesota)
Riverton – miasto w Stanach Zjednoczonych, w stanie Minnesota, w hrabstwie Crow Wing.